# Муха мармеладна
Муха мармеладна (Episyrphus balteatus) — вид двокрилих комах родини Дзюрчалки (Syrphidae).

## Поширення
Звичайний поширений вид у Палеарктиці. Поширений у Європі, Північній Азії та Північній Африці.

## Опис
Тіло завдовжки 9-12 мм. Черевце вузьке, смугасте. Тергіти черевця неокаймленні; їхні бічні краї загнуті донизу. Жовті перев'язі кожного тергіта черевця роздвоєні в поперечному напрямку. Лоб, лице і вусики жовті, 3-й членик вусиків зверху чорний. Середньоспинка блискуча з зеленувато-сірим відливом, з трьома виразними вузькою медіальною і широкими латеральними смужками світло-сірого забарвлення, що зливаються позаду у пляма. Ноги жовті, крім коричневих задніх лапок та, іноді, гомілок.

## Спосіб життя
Episyrphus balteatus мешкає майже повсюдно. Імаго, зазвичай, літають на висоті до 2 м від землі. Активні як в похмуру, так і в сонячну погоду. Імаго годуються пилком на суцвіттях айстрових (Asteraceae) і зонтичних (Apiaceae). Зимують дорослі комахи. Виліт переважно з другої половини літа до осені, іноді дорослі комахи зустрічаються в червні; в деяких південних місцевостях — з лютого по листопад, з кількома поколіннями. Такий тривалий період льоту обумовлений тим, що деякі зимуючі особини стають активними в сонячну погоду.
Самиця цього виду протягом життя може відкласти від 2000 до 4500 яєць. Термін розвитку (від моменту відкладення яєць до виходу дорослої комахи) — близько 3-х тижнів.
Личинка є хижаком. Вона знищує багато видів попелиць на різноманітних низькорослих рослинах, включаючи різні зернові культури (Beta, Lactuca, Solanum, Trifolium, Triticum тощо), чагарниках (Buddleja, Euonymus, Sambucus) і деревах.

## Галерея

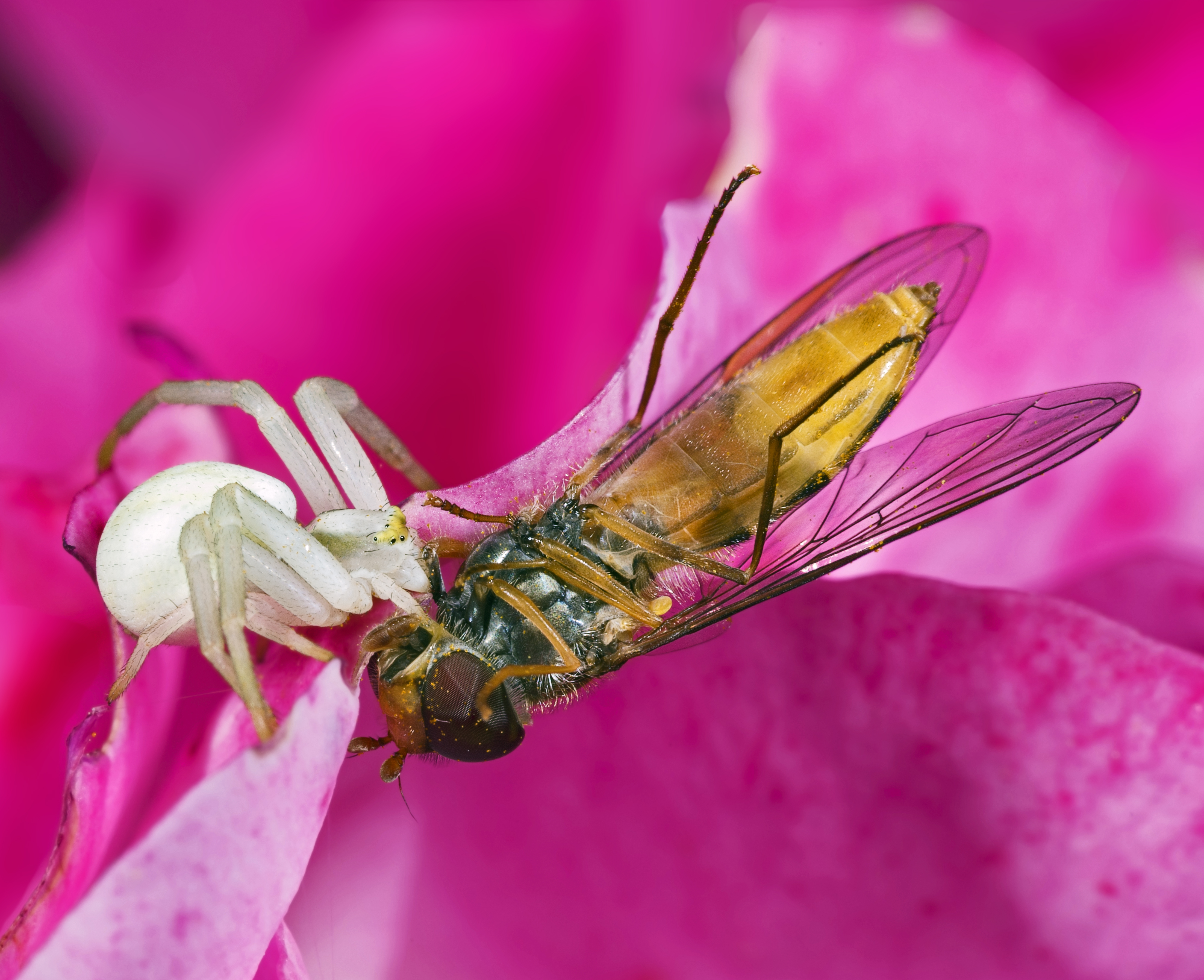
Самиця квіткового павука (Misumena vatia), котрий спіймав муху Episyrphus balteatus